# جيريمي هانسون
جيريمي هانسون (بالإنجليزية: Jeremy Hanson)‏ هو ضابط وسياسي أسترالي، ولد في 18 فبراير 1967 في المملكة المتحدة. حزبياً، نشط في الحزب الليبرالي الأسترالي. وقد انتخب عضو الجمعية التشريعية الأسترالية لمقاطعة العاصمة الأسترالية ‏ عن دائرة Murrumbidgee electorate ‏ (15 أكتوبر 2016 – ) وانتخب عضو الجمعية التشريعية الأسترالية لمقاطعة العاصمة الأسترالية ‏ عن دائرة Molonglo electorate ‏ (18 أكتوبر 2008 – 15 أكتوبر 2016).